# Dwór obronny
Dwór obronny – obiekt o cechach mieszkalnych i obronnych, łączący cechy wieży mieszkalnej, rezydencji typu motte, dworu na kopcu i zamku. Nazywany często zameczkiem lub mylnie szlachecką fortalicją.

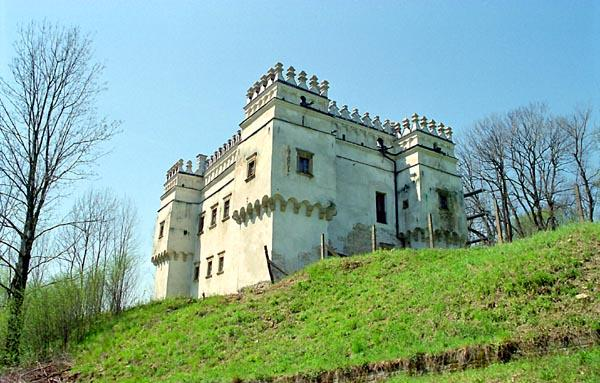
Renesansowy dwór obronny w Szymbarku

Obiekty tego typu są często mylone z zamkami, ale także mylnie nazywane w przewodnikach są lamusami, spichlerzami czy stodołami. Istnieją też różne rodzaje dworów obronnych: renesansowa rezydencja nazywana kamienicą, zredukowana forma wieżowa (lamus) oraz kasztel (łac. castellum).
Podstawowe cechy wyróżniające dwory obronne to:
- kilkukondygnacyjny budynek murowany, co najmniej składający się z piwnicy i piętra, zbudowany na planie prostokąta lub kwadratu i pozbawiony dziedzińca;
- wysoki, czterospadowy dach, czasem otoczony attyką (np. Szymbark, Frydman);
- grube mury, często przekraczające metr grubości, czasem podparte przyporami;
- na parterze budynku znajdują się małe okienka i strzelnice kluczowe, okna i drzwi posiadają kamienne obramowania (czasem wejście prowadzi przez portal);
- wieże lub wieżyczki, często w narożach bryły budynku (np. Żuków), ale niekoniecznie;
- sklepienia kolebkowe w dolnych kondygnacjach;
- sala reprezentacyjna na piętrze, często posiadająca zdobiony belkowy strop drewniany.

Budynki tego typu wznoszone głównie były w okresie XIV–XVI wieku i zazwyczaj jako siedziby bogatszych rodów rycerskich. Utraciły swoje znaczenie wraz z rozwojem artylerii, a w związku z trudnościami z ogrzewaniem tak grubych murów, ich właściciele z czasem przenieśli się do wygodniejszych dworów i pałaców.